# Elaphidion excelsum
Elaphidion excelsum är en skalbaggsart som beskrevs av Charles Joseph Gahan 1895. Elaphidion excelsum ingår i släktet Elaphidion och familjen långhorningar.
Artens utbredningsområde är Guadeloupe. Inga underarter finns listade i Catalogue of Life.